# The Velvet Rope
The Velvet Rope ist das sechste Studio-Album der amerikanischen Sängerin Janet Jackson und wurde am 6. Oktober 1997 über Virgin Records veröffentlicht.
Im Vorfeld machte eine Vertragserneuerung zwischen Jackson und Virgin eine Dotierung von 32 Millionen US-Dollar auf 80 Millionen US-Dollar Janet zu der bestbezahlten weiblichen Künstlerin der 1990er Jahre.

## Konzept/Hintergründe
Auf The Velvet Rope, 1997 Jacksons erstes Album seit vier Jahren, wird der textliche Entwurf von „janet.“ noch einmal vertieft. Bereits auf dem Vorgänger eingeschlagene Themenkomplexe aus Songs über sexuelle Selbstbestimmung, Masturbation und Promiskuität finden hier ihre Weiterentwicklungen. Jackson besingt nun auch Unpopuläreres wie etwa gleichgeschlechtliche Liebe und Sexpraktiken aus der BDSM-Szene. Auch AIDS, Rassismus und Homophobie wird von ihr untersucht, was vielerorts verlautbaren ließ, The Velvet Rope sei ein Schmelztiegel der inhaltlichen Ausrichtungen seiner Vorgänger. Die sozialpolitischen Aspekte aus Janet Jackson's Rhythm Nation 1814, die musikalische Kohärenz aus Control und die anzügliche Koketterie von janet. würden sich auf The Velvet Rope vereinen. Tatsächlich sieht Jackson selbst das Album als ihr persönlichstes Machwerk an, da es neben der bekannten Marschroute aus sexuellen Anspielungen und provokativen Posen auch ihre Selbstzweifel und ihre psychischen Leiden behandele. (Jackson litt nach einer zweijährigen Konzerttournee unter psychischen Gesundheitsproblemen und klinischen Depressionen, welche die Arbeiten am Album stark beeinträchtigten.) Die Idee hinter The Velvet Rope wäre eine uneingeschränkte Sicht auf das Denken und Fühlen der Person Janet Jackson. Für Furore sorgte u. a. die chiffrierten Anspielungen auf die endende Beziehung zu ihrem damaligen Ehemann René Elizondo (auf „What About“).
The Velvet Rope entstand in Zusammenarbeit mit Jacksons Mentoren und langjährigen Partnern Jimmy Jam und Terry Lewis. Neben Elementen aus House und Dancefloor, sind Hip-Hop und Soul die herausragenden Einflüsse des Albums. Die Produktionen enthalten größtenteils düstere, dezente, downbeat-ähnliche Kompositionen aus orchestrierter, gesampleter oder programmierter Musik. Neben Versatzstücken von War, Lyn Collins, Diana Ross und Marvin Gaye, ist auch ein Sample des Songs Big Yellow Taxi von Joni Mitchell verwendet worden. Zu den beteiligten Musikern gehören u. a. Joni Mitchell, Q-Tip und Vanessa-Mae.

### Bedeutung des Albumtitels
Der Albumtitel The Velvet Rope (wörtliche Übersetzung die Samtfessel) ist ein Begriff aus der englischen Umgangssprache und wird als Bezeichnung für Mitglieder einer bestimmten (meist elitären) Gesellschaftsgruppe oder auch für Besucher exklusiver Veranstaltungen benutzt (etwa auf einer Pressekonferenz oder Filmpremiere per velvet rope treatment). Es handelt sich hierbei um einen metaphorischen Verweis auf Samtkordel-Absperrungen, welche häufig bei solchen Ereignissen verwendet werden, um das Publikum von den VIPs zu trennen (etwa in VIP-Bereichen oder beim sog. „roten Teppich“). Teilweise ist der Ausdruck „a velvet rope“ aber auch als Synonym für eine „unsichtbare“ Barriere gebräuchlich, womit in Jacksons Fall die öffentliche Darlegung ihres Seelenlebens gemeint ist.

## Titelliste
1. Interlude: Twisted Elegance
2. Velvet Rope (featuring Vanessa-Mae)
3. You
4. Got ’Til It’s Gone (featuring Q-Tip and Joni Mitchell)
5. Interlude: Speaker Phone
6. My Need
7. Interlude: Fasten Your Seatbelts
8. Go Deep
9. Free Xone
10. Interlude: Memory
11. Together Again
12. Interlude: Online
13. Empty
14. Interlude: Full
15. What About
16. Every Time
17. Tonight’s the Night
18. I Get Lonely
19. Rope Burn
20. Anything
21. Interlude: Sad
22. Special/Can’t Be Stopped [Hidden Track]

### Singles
1. Got ’Til It’s Gone (feat. Q-Tip und Joni Mitchell) (Publikation am 22. Dezember 1997)
2. Together Again (1. Dezember 1997)
3. I Get Lonely (5. Mai 1998)
4. Go Deep (20. Juni 1998)
5. Every Time (17. November 1998)

## Rezeption

### Kritiken
Das Album wurde von Kritikern zusammenfassend als herausragend beschrieben. Jackson, damals auf dem Zenit ihres Schaffens, sei aus dem Schatten ihrer berühmten Familie getreten und lege nun ihr Meisterwerk vor. Auf janet. hatten viele noch die offenkundige Freizügigkeit kritisiert, welche nun als subtextueller Ausdruck von Emanzipation interpretiert wurde. Viele Kritiker beschrieben das Album als Jacksons Pendant zu Madonnas Erotica, welches seinerzeit ebenfalls einen radikal freizügigen Umgang mit Sexualität im Konzept trug. Gleichzeitig wurde auf Jacksons unverfrorenen Umgang mit der eigenen Emotionalität und Zerbrechlichkeit verwiesen, der das Album letztlich nicht als Sex-orientierten Megaseller, sondern vielmehr als spirituelle Synthese ihres bisherigen Schaffens und Lebens zusammenfasse. Trotz vergleichsweise bescheidener Gesangsqualitäten habe Janet bewiesen, dass sie nun mehr eine ernstzunehmende Künstlerin sei. Einzig die proportional zur eigentlichen Laufzeit vielen Skits würden die interessanten Momente des Albums unscheinbar wirken lassen.

### Auszeichnungen
Janet Jackson erhielt einige Auszeichnung für „The Velvet Rope“. Unter anderem:
- Den Preis für Best Female Artist bei den MTV Europe Music Awards 1997[14]
- Den Preis für Best Music Video (für Got til it's gone) bei den Grammy Awards 1998[15]
- Den Preis für R&B Female Artist bei den American Music Awards 1998[16]

## Kommerzieller Erfolg

### Chartplatzierungen
The Velvet Rope konnte sich insgesamt 37 Wochen in den deutschen Charts halten und erreichte Platz fünf in Deutschland.
| ChartsChartplatzierungen       | Höchstplatzierung | Wochen |
| ------------------------------ | ----------------- | ------ |
| Deutschland (GfK)              | 5 (37 Wo.)        | 37     |
| Österreich (Ö3)                | 9 (22 Wo.)        | 22     |
| Schweiz (IFPI)                 | 5 (33 Wo.)        | 33     |
| Vereinigte Staaten (Billboard) | 1 (74 Wo.)        | 74     |
| Vereinigtes Königreich (OCC)   | 6 (51 Wo.)        | 51     |

| ChartsJahrescharts (1997)    | Platzierung |
| ---------------------------- | ----------- |
| Deutschland (GfK)            | 85          |
| Vereinigtes Königreich (OCC) | 77          |

| ChartsJahrescharts (1998)    | Platzierung |
| ---------------------------- | ----------- |
| Deutschland (GfK)            | 28          |
| Schweiz (IFPI)               | 43          |
| Vereinigtes Königreich (OCC) | 73          |

### Auszeichnungen für Musikverkäufe
| Land/Region                  | Auszeichnungen für Musikverkäufe (Land/Region, Auszeichnung, Verkäufe) | Verkäufe    |
| ---------------------------- | ---------------------------------------------------------------------- | ----------- |
| Australien (ARIA)            | 2× Platin                                                              | 140.000     |
| Belgien (BRMA)               | Gold                                                                   | 25.000      |
| Dänemark (IFPI)              | 2× Platin                                                              | 100.000     |
| Deutschland (BVMI)           | Gold                                                                   | 250.000     |
| Europa (IFPI)                | Platin                                                                 | (1.000.000) |
| Frankreich (SNEP)            | Platin                                                                 | 300.000     |
| Irland (IRMA)                | Platin                                                                 | 15.000      |
| Italien (FIMI)               | Platin                                                                 | 150.000     |
| Japan (RIAJ)                 | Platin                                                                 | 200.000     |
| Kanada (MC)                  | 3× Platin                                                              | 300.000     |
| Neuseeland (RMNZ)            | Platin                                                                 | 15.000      |
| Niederlande (NVPI)           | Platin                                                                 | 100.000     |
| Norwegen (IFPI)              | Platin                                                                 | 50.000      |
| Philippinen (PARI)           | Platin                                                                 | 40.000      |
| Schweden (IFPI)              | Gold                                                                   | 40.000      |
| Schweiz (IFPI)               | Platin                                                                 | 50.000      |
| Spanien (Promusicae)         | Platin                                                                 | 100.000     |
| Südafrika (RISA)             | Gold                                                                   | 25.000      |
| Taiwan (RIT)                 | Gold                                                                   | 25.000      |
| Thailand (TECA)              | Silber                                                                 | 10.000      |
| Vereinigte Staaten (RIAA)    | 3× Platin                                                              | 3.229.000   |
| Vereinigtes Königreich (BPI) | Platin                                                                 | 367.000     |
| Insgesamt                    | 1× Silber · 5× Gold · 22× Platin ·                                     | 5.506.000   |

Hauptartikel: Janet Jackson/Auszeichnungen für Musikverkäufe

## Trivia
- Auf der Edition für Japan befindet sich der zusätzliche Song God's Stepchild.[28]
- Auf der B-Seite von Together Again befindet sich ein Remix des Hiphop-Produzenten DJ Premier
- Während der The Velvet Rope World Tour traten u. a. Usher und *NSYNC als Vorgruppe für Jackson auf[29]
- Das Rolling Stone Magazine listet The Velvet Rope in seiner Liste 500 Greatest Albums auf Platz 256.